# Hunde, wollt ihr ewig leben?
Hunde, wollt ihr ewig leben? ist ein deutscher Antikriegsfilm aus dem Jahr 1959 unter der Regie von Frank Wisbar nach dem gleichnamigen Roman von Fritz Wöss.

## Ursprung des Titels
Der Titel ist eine Anspielung auf ein Zitat von Friedrich dem Großen. Dieser soll während der Schlacht bei Kolin am 18. Juni 1757, die Preußen gegen Österreich verlor, seinen fliehenden Soldaten im Zorn zugerufen haben: „Ihr verfluchten Racker, wollt ihr denn ewig leben?“

## Handlung
Der junge, nationalsozialistisch geprägte Oberleutnant Wisse wird im Herbst 1942 als Verbindungsoffizier zu den Rumänen nach Stalingrad versetzt. Die deutschen Truppen haben zwar unter großen Verlusten die Stadt erobert, werden aber bereits von der Roten Armee eingekesselt. Viele der einfachen Soldaten haben erkannt, dass sie dem Gegner chancenlos ausgeliefert sind.
Doch wegen der Befehle von „ganz oben“ glauben die Offiziere unter General Paulus immer noch an einen Sieg. Dank Wisses Fanatismus kann eine Offensive des Gegners nochmal abgeschlagen werden. Doch allmählich erkennt auch er die Aussichtslosigkeit der Lage. Major Linkmann denkt nur noch an sein eigenes Überleben. Beim Versuch zu desertieren wird er von den eigenen Soldaten, welche ihn beim Überlaufen beobachten, erschossen.
Die anderen, einschließlich Wisse, halten bis zum bitteren Ende durch. Nach der Kapitulation marschieren sie in ein Kriegsgefangenenlager.

## Produktionsgeschichte
Das in Deutschland wohl bekannteste Werk Wisbars beschreibt den Kessel von Stalingrad. Die Brutalität von militärischer Logik gegenüber den Individuen und das Aufbäumen der Menschlichkeit gegen sinnlose Entscheidungen, die den Menschen als zu verschleißendes Material betrachten, stehen im Vordergrund dieses Films. Das Buch von Fritz Wöss diente als Namensgeber und bildete die Grundlage für das Drehbuch, das Frank Wisbar zusammen mit Frank Dimen und Heinz Schröter über einen Zeitraum von zwei Jahren nach detaillierten Recherchen und der Auswertung zahlreicher Dokumente entwickelte.
Aus heutiger Sicht kommt der Film mit vergleichsweise bescheidenen Mitteln aus. Die Außenaufnahmen, in denen Kriegshandlungen, z. B. Panzerschlachten oder Geschützkampf, zu sehen sind, sind weitgehend montiertes Archivmaterial. Für die Filmaufnahmen wurde lediglich eine Panzerattrappe benötigt, die auf einen Traktor montiert worden war. Die Kampfszenen in der Stadt selbst sind das Ergebnis von Studioaufnahmen im Filmatelier Göttingen. Walter Haag zeichnete verantwortlich für die preisgekrönten Studiokulissen, in denen für die Aufnahmen scharf geschossen wurde. Für die Szenen mit Verwundeten setzte Wisbar ausschließlich  Kriegsversehrte als authentische Statisten ein.
Der Film wurde in und bei Göttingen gedreht. Außenaufnahmen entstanden unter anderem im Harz bei Clausthal-Zellerfeld und am Bahnhof Kreiensen. Um seinen dokumentarischen Charakter zu betonen, hatte der Film keinen Abspann. Stattdessen verteilte das Kinopersonal nach der Aufführung an die Besucher Zettel mit den  Namen.

## Rezeption

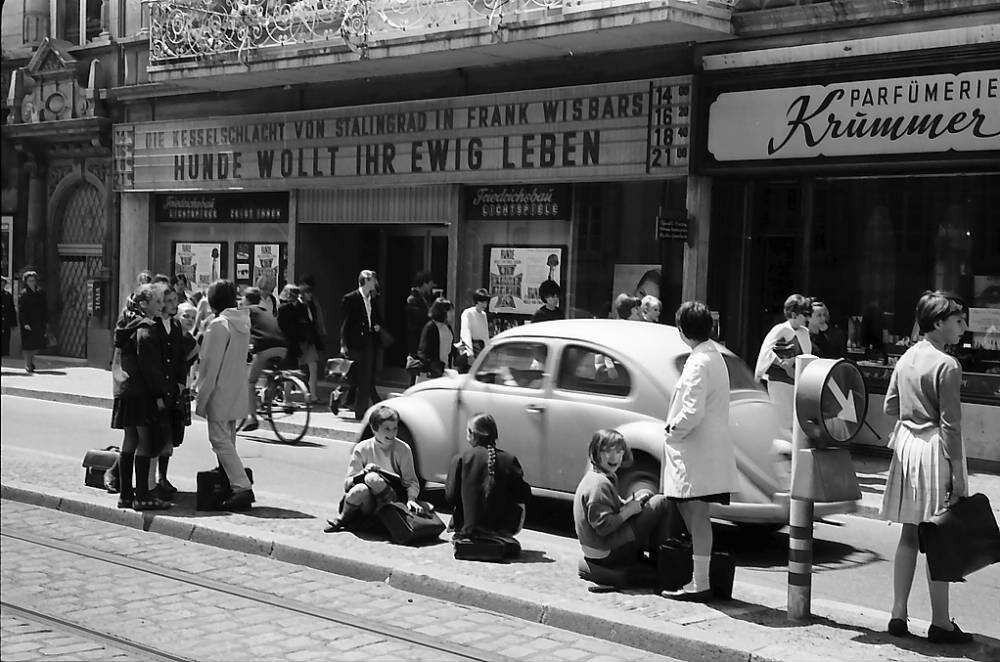
In einem Freiburger Kino (1967)

### Kritiken
- Lexikon des internationalen Films: „Der mit Spielfilmmitteln unternommene Versuch eines Gesamtbildes der Katastrophe von Stalingrad 1942/43. […] Im ganzen ist es der Regie gelungen, sich von der Unredlichkeit üblicher Kommerz-Kriegsfilme jener Jahre zu entfernen.“[3]
- Reclams Lexikon des deutschen Films (1995): „Mit gewohnter handwerklicher Souveränität inszenierte Wisbar dieses gut besetzte Stalingrad-Drama und ließ die Figuren selbst das Geschehen in lapidar-pessimistischen Sätzen kommentieren. So dramaturgisch ergiebig diese Technik auch war, vermochte sie dennoch nicht zu verbergen, dass Regisseur und Szenaristen das wichtige Thema gesellschaftlich und historisch nicht recht einzuordnen wußten.“[4]
- Evangelischer Filmbeobachter: „Die Tragödie von Stalingrad mit dokumentarischer Echtheit und außergewöhnlicher Gestaltungskraft zu einem eindringlichen Aufruf gegen die Unmenschlichkeit und Sinnlosigkeit des modernen Krieges verfilmt. Ab 14 zu empfehlen.“[5]

### Auszeichnungen
Ausgezeichnet mit dem Deutschen Filmpreis in Gold für den gesamten Film sowie den Deutschen Filmpreis in Silber für Regie und Ausstattung. Im März 1959 Film des Monats der Evangelischen Filmgilde.